# Dysthymus brunneus
Dysthymus brunneus är en mångfotingart som beskrevs av Carl Graf Attems 1929. Dysthymus brunneus ingår i släktet Dysthymus och familjen orangeridubbelfotingar. Inga underarter finns listade i Catalogue of Life.